# Dreiländereck (Bâle)
Pour les articles homonymes, voir Dreiländereck.
Le Dreiländereck est un monument situé à Bâle, en Suisse. Il symbolise le tripoint formé par l'intersection des frontières entre l'Allemagne, la France et la Suisse.

## Localisation
Le tripoint Allemagne/France/Suisse est situé au milieu du Rhin, au nord de Bâle. Le monument qui le symbolise est situé sur le sol suisse à environ 150 mètres au sud-est, à la pointe d'une presqu'île.

## Annexe
- Passerelle des Trois Pays
- Liste des tripoints de Suisse
- Borne des Trois Puissances
- Dreiländerstein